# Howaizen Squad
Der Howaizen Squad (kurz HWSQ, Eigenschreibweise HOWAiZEN SQUAD) war eine deutsche Let’s-Play-Serie auf der Webvideo-Plattform YouTube, die von Gronkh, Herr Currywurst, Pandorya und Tobinator veröffentlicht wurde. In dem Format spielten und kommentierten sie verschiedene Computerspiele.
Bekannt wurde die Gruppe der vier Spieler – damals noch nicht unter dem Namen Howaizen Squad – vor allem durch ihre ersten beiden Staffeln mit den Videospielen Dead by Daylight und Trouble in Terrorist Town. Die dritte Staffel hieß dann Howaizen Squad und sie spielten viele verschiedene Spiele. Die letzte Folge wurde am 6. Juli 2019 hochgeladen, danach wurde die Serie unerwartet abgebrochen.

## Geschichte

### Staffel 1
Kurz nach der Veröffentlichung des Videospiels Dead by Daylight machten Pandorya und Gronkh ein übliches Let’s Play. Ab Folge 2 kamen dann Herr Currywurst und Tobinator hinzu. In Staffel 1 spielten sie ausschließlich Dead by Daylight. Entweder einer war der Killer und alle anderen mussten als Überlebende entkommen oder sie spielten gemeinsam gegen einen fremden Killer. Die erste Staffel umfasst 98 Folgen.

### Staffel 2
In Staffel 2 spielten die vier ausschließlich Trouble in Terrorist Town, eine Erweiterung des Spiels Garry’s Mod. In dem Spielmodus wird zufällig ein sogenannter „Traitor“ (zu Deutsch: Verräter) bestimmt, der Rest ist ein „Innocent“ (zu Deutsch: Unschuldiger). Das Ziel des Traitors ist es, alle Unschuldigen zu töten. Diese versuchen bis zum Ablauf einer definierten Zeit, am Leben zu bleiben. Die zweite Staffel umfasst 99 Folgen.

### Staffel 3
Ab Staffel 3 spielten sie viele verschiedene Videospiele. Meistens wurde ein Spiel mehrere Folgen lang gespielt. Die dritte Staffel startete erstmals mit dem Namen Howaizen Squad, davor gab es keinen festen Namen für das Format. Am 6. Juli 2019 wurde die Serie mit einer Folge vom Browserspiel skribbl.io beendet. Im Video selbst war es den Vieren noch nicht bewusst, dass sie die Serie abbrechen werden. Die dritte Staffel umfasst 347 Folgen.

### Auflösung undMETT
Die Auflösung der Serie gab Pandorya am 7. Juli 2019 auf Instagram bekannt. Die Gruppe trennte sich durch öffentliche Distanzierungen nach persönlichen und moralischen Differenzen.
Anfang 2020 wurde unter dem Namen METT ein inoffizieller Nachfolger von HWSQ gegründet, bestehend aus Gronkh, Pandorya und Tobinator sowie den befreundeten Streamern PhunkRoyal und Kapuzenwurm als Gästen. Der Name ist ein Apronym der ersten Buchstaben ihrer Vornamen: Maximilian (PhunkRoyal) oder Michael (Kapuzenwurm), Erik (Gronkh), Tatjana (Pandorya) und Tobias (Tobinator). Zunächst wurden neun Episoden unter diesem Namen veröffentlicht. 2024 wurde METT mit Erweiterung durch ein neues Mitglied, Creepypastapunch, fortgesetzt, wobei neun weitere Episoden erschienen.

## Rezeption
Howaizen Squad gehört zu den großen Let’s-Play-Serien im deutschsprachigen YouTube. Das Spiel Ben & Ed – Blood Party hat eine eigene Kleidung für den Howaizen Squad in das Spiel integriert.
Nach der Auflösung des HWSQ gab es diverse Presseberichte. Zudem war der Hashtag #hwsq nach der Trennung in den Twittertrends. Das Influencer-Drama wurde als schädlich für die gesamte Games-Industrie bewertet.